# Notomys mitchellii
Il topo saltatore di Mitchell (Notomys mitchellii  Ogilby, 1838) è un roditore della famiglia dei Muridi diffuso in Australia.

## Descrizione
Roditore di piccole dimensioni, con la lunghezza della testa e del corpo tra 100 e 125 mm, la lunghezza della coda tra 140 e 155 mm, la lunghezza del piede tra 34 e 40 mm, la lunghezza delle orecchie tra 24 e 28 mm e un peso fino a 60 g.
Le parti superiori sono fulvo-olivastre o grigio-rossicce, più grigiastre sulla testa e più arancioni lungo i fianchi. Le parti ventrali sono bianche o grigio pallido. La coda è più lunga della testa e del corpo, marrone sopra e più chiara sotto con un ciuffo terminale. Sono presenti 4 cuscinetti sulla pianta dei piedi. Entrambi i sessi sono privi di sacche golari e pettorali, sostituite da un tratto di pelliccia più brillante. Il cariotipo è 2n=48 FN=60.

## Biologia

### Comportamento
È una specie terricola, notturna e gregaria. Si rifugia sia in alberi caduti che in tane profonde.

### Alimentazione
Si nutre di semi, radici, germogli, funghi e insetti.

### Riproduzione
Le nascite avvengono nel tardo inverno e in primavera, sebbene, se le condizioni sono favorevoli, possano avvenire tutto l'anno.

## Distribuzione e habitat
Questa specie è diffusa nelle aree semi-aride dell'Australia Meridionale, Australia Occidentale e Stato di Victoria.
Vive in boscaglie di Mallee.

## Tassonomia
Sono state riconosciute 5 sottospecie, di cui almeno 2 sono estinte:
- N.m.mitchellii: Stato di Victoria;
- N.m.alutacea (Brazenor, 1934): coste meridionali dell'Australia Meridionale;
- N.m.gouldii (Gould, 1853): coste meridionali dell'Australia Occidentale;
- N.m.macropus †(Thomas, 1921): una volta presente sull'Isola dei Canguri, Australia Meridionale;
- N.m.richardsonii †(Gould, 1853): costa sud-occidentale dell'Australia Occidentale.

## Conservazione
La IUCN Red List, considerato l'areale esteso, la relativa abbondanza, la mancanza di reali minacce e la presenza in diverse aree protette, classifica N.mitchellii come specie a rischio minimo (Least Concern).